# 5444 Ґотьє
5444 Ґотьє (5444 Gautier) — астероїд головного поясу, відкритий 5 серпня 1991 року.
Тіссеранів параметр щодо Юпітера — 3,524.